# Mun Gyeong-ja
Mun Gyeong-ja (문경자?; 14 agosto 1965) è un'ex cestista sudcoreana.

## Carriera
Con la Corea del Sud ha disputato le Olimpiadi del 1984 e due Campionati del mondo (1983, 1986).